# Lista planetelor minore/118001–118100
Aceasta este Lista planetelor minore/118001–118100; pentru a naviga prin lista completă vezi Lista planetelor minore.
Pentru ale detalii vezi și Proiect:Astronomie sau Portal:Astronomie.
| Nume     | Denumire provizorie | Data descoperirii  | Locul descoperirii | Descoperitor(i)                                        |
| -------- | ------------------- | ------------------ | ------------------ | ------------------------------------------------------ |
| 118001 - | 1147 T-2            | 29 septembrie 1973 | Palomar            | C. J. van Houten, I. van Houten-Groeneveld, T. Gehrels |
| 118002 - | 1172 T-2            | 29 septembrie 1973 | Palomar            | C. J. van Houten, I. van Houten-Groeneveld, T. Gehrels |
| 118003 - | 1190 T-2            | 29 septembrie 1973 | Palomar            | C. J. van Houten, I. van Houten-Groeneveld, T. Gehrels |
| 118004 - | 1192 T-2            | 29 septembrie 1973 | Palomar            | C. J. van Houten, I. van Houten-Groeneveld, T. Gehrels |
| 118005 - | 1214 T-2            | 30 septembrie 1973 | Palomar            | C. J. van Houten, I. van Houten-Groeneveld, T. Gehrels |
| 118006 - | 1252 T-2            | 29 septembrie 1973 | Palomar            | C. J. van Houten, I. van Houten-Groeneveld, T. Gehrels |
| 118007 - | 1256 T-2            | 29 septembrie 1973 | Palomar            | C. J. van Houten, I. van Houten-Groeneveld, T. Gehrels |
| 118008 - | 1257 T-2            | 29 septembrie 1973 | Palomar            | C. J. van Houten, I. van Houten-Groeneveld, T. Gehrels |
| 118009 - | 1271 T-2            | 29 septembrie 1973 | Palomar            | C. J. van Houten, I. van Houten-Groeneveld, T. Gehrels |
| 118010 - | 1272 T-2            | 29 septembrie 1973 | Palomar            | C. J. van Houten, I. van Houten-Groeneveld, T. Gehrels |
| 118011 - | 1289 T-2            | 29 septembrie 1973 | Palomar            | C. J. van Houten, I. van Houten-Groeneveld, T. Gehrels |
| 118012 - | 1313 T-2            | 29 septembrie 1973 | Palomar            | C. J. van Houten, I. van Houten-Groeneveld, T. Gehrels |
| 118013 - | 1338 T-2            | 29 septembrie 1973 | Palomar            | C. J. van Houten, I. van Houten-Groeneveld, T. Gehrels |
| 118014 - | 1342 T-2            | 29 septembrie 1973 | Palomar            | C. J. van Houten, I. van Houten-Groeneveld, T. Gehrels |
| 118015 - | 1430 T-2            | 30 septembrie 1973 | Palomar            | C. J. van Houten, I. van Houten-Groeneveld, T. Gehrels |
| 118016 - | 1437 T-2            | 30 septembrie 1973 | Palomar            | C. J. van Houten, I. van Houten-Groeneveld, T. Gehrels |
| 118017 - | 1448 T-2            | 30 septembrie 1973 | Palomar            | C. J. van Houten, I. van Houten-Groeneveld, T. Gehrels |
| 118018 - | 1496 T-2            | 29 septembrie 1973 | Palomar            | C. J. van Houten, I. van Houten-Groeneveld, T. Gehrels |
| 118019 - | 1504 T-2            | 30 septembrie 1973 | Palomar            | C. J. van Houten, I. van Houten-Groeneveld, T. Gehrels |
| 118020 - | 1602 T-2            | 24 septembrie 1973 | Palomar            | C. J. van Houten, I. van Houten-Groeneveld, T. Gehrels |
| 118021 - | 2035 T-2            | 29 septembrie 1973 | Palomar            | C. J. van Houten, I. van Houten-Groeneveld, T. Gehrels |
| 118022 - | 2055 T-2            | 29 septembrie 1973 | Palomar            | C. J. van Houten, I. van Houten-Groeneveld, T. Gehrels |
| 118023 - | 2103 T-2            | 29 septembrie 1973 | Palomar            | C. J. van Houten, I. van Houten-Groeneveld, T. Gehrels |
| 118024 - | 2110 T-2            | 29 septembrie 1973 | Palomar            | C. J. van Houten, I. van Houten-Groeneveld, T. Gehrels |
| 118025 - | 2121 T-2            | 29 septembrie 1973 | Palomar            | C. J. van Houten, I. van Houten-Groeneveld, T. Gehrels |
| 118026 - | 2151 T-2            | 29 septembrie 1973 | Palomar            | C. J. van Houten, I. van Houten-Groeneveld, T. Gehrels |
| 118027 - | 2161 T-2            | 29 septembrie 1973 | Palomar            | C. J. van Houten, I. van Houten-Groeneveld, T. Gehrels |
| 118028 - | 2283 T-2            | 29 septembrie 1973 | Palomar            | C. J. van Houten, I. van Houten-Groeneveld, T. Gehrels |
| 118029 - | 2295 T-2            | 29 septembrie 1973 | Palomar            | C. J. van Houten, I. van Houten-Groeneveld, T. Gehrels |
| 118030 - | 2325 T-2            | 29 septembrie 1973 | Palomar            | C. J. van Houten, I. van Houten-Groeneveld, T. Gehrels |
| 118031 - | 2330 T-2            | 30 septembrie 1973 | Palomar            | C. J. van Houten, I. van Houten-Groeneveld, T. Gehrels |
| 118032 - | 2410 T-2            | 25 septembrie 1973 | Palomar            | C. J. van Houten, I. van Houten-Groeneveld, T. Gehrels |
| 118033 - | 2904 T-2            | 30 septembrie 1973 | Palomar            | C. J. van Houten, I. van Houten-Groeneveld, T. Gehrels |
| 118034 - | 3015 T-2            | 30 septembrie 1973 | Palomar            | C. J. van Houten, I. van Houten-Groeneveld, T. Gehrels |
| 118035 - | 3031 T-2            | 30 septembrie 1973 | Palomar            | C. J. van Houten, I. van Houten-Groeneveld, T. Gehrels |
| 118036 - | 3038 T-2            | 30 septembrie 1973 | Palomar            | C. J. van Houten, I. van Houten-Groeneveld, T. Gehrels |
| 118037 - | 3041 T-2            | 30 septembrie 1973 | Palomar            | C. J. van Houten, I. van Houten-Groeneveld, T. Gehrels |
| 118038 - | 3051 T-2            | 30 septembrie 1973 | Palomar            | C. J. van Houten, I. van Houten-Groeneveld, T. Gehrels |
| 118039 - | 3075 T-2            | 30 septembrie 1973 | Palomar            | C. J. van Houten, I. van Houten-Groeneveld, T. Gehrels |
| 118040 - | 3104 T-2            | 30 septembrie 1973 | Palomar            | C. J. van Houten, I. van Houten-Groeneveld, T. Gehrels |
| 118041 - | 3179 T-2            | 30 septembrie 1973 | Palomar            | C. J. van Houten, I. van Houten-Groeneveld, T. Gehrels |
| 118042 - | 3204 T-2            | 30 septembrie 1973 | Palomar            | C. J. van Houten, I. van Houten-Groeneveld, T. Gehrels |
| 118043 - | 3220 T-2            | 30 septembrie 1973 | Palomar            | C. J. van Houten, I. van Houten-Groeneveld, T. Gehrels |
| 118044 - | 3224 T-2            | 30 septembrie 1973 | Palomar            | C. J. van Houten, I. van Houten-Groeneveld, T. Gehrels |
| 118045 - | 3258 T-2            | 30 septembrie 1973 | Palomar            | C. J. van Houten, I. van Houten-Groeneveld, T. Gehrels |
| 118046 - | 3259 T-2            | 30 septembrie 1973 | Palomar            | C. J. van Houten, I. van Houten-Groeneveld, T. Gehrels |
| 118047 - | 3306 T-2            | 30 septembrie 1973 | Palomar            | C. J. van Houten, I. van Houten-Groeneveld, T. Gehrels |
| 118048 - | 3311 T-2            | 30 septembrie 1973 | Palomar            | C. J. van Houten, I. van Houten-Groeneveld, T. Gehrels |
| 118049 - | 4066 T-2            | 29 septembrie 1973 | Palomar            | C. J. van Houten, I. van Houten-Groeneveld, T. Gehrels |
| 118050 - | 4073 T-2            | 29 septembrie 1973 | Palomar            | C. J. van Houten, I. van Houten-Groeneveld, T. Gehrels |
| 118051 - | 4102 T-2            | 29 septembrie 1973 | Palomar            | C. J. van Houten, I. van Houten-Groeneveld, T. Gehrels |
| 118052 - | 4105 T-2            | 29 septembrie 1973 | Palomar            | C. J. van Houten, I. van Houten-Groeneveld, T. Gehrels |
| 118053 - | 4106 T-2            | 29 septembrie 1973 | Palomar            | C. J. van Houten, I. van Houten-Groeneveld, T. Gehrels |
| 118054 - | 4123 T-2            | 29 septembrie 1973 | Palomar            | C. J. van Houten, I. van Houten-Groeneveld, T. Gehrels |
| 118055 - | 4124 T-2            | 29 septembrie 1973 | Palomar            | C. J. van Houten, I. van Houten-Groeneveld, T. Gehrels |
| 118056 - | 4126 T-2            | 29 septembrie 1973 | Palomar            | C. J. van Houten, I. van Houten-Groeneveld, T. Gehrels |
| 118057 - | 4163 T-2            | 29 septembrie 1973 | Palomar            | C. J. van Houten, I. van Houten-Groeneveld, T. Gehrels |
| 118058 - | 4175 T-2            | 29 septembrie 1973 | Palomar            | C. J. van Houten, I. van Houten-Groeneveld, T. Gehrels |
| 118059 - | 4206 T-2            | 29 septembrie 1973 | Palomar            | C. J. van Houten, I. van Houten-Groeneveld, T. Gehrels |
| 118060 - | 4213 T-2            | 29 septembrie 1973 | Palomar            | C. J. van Houten, I. van Houten-Groeneveld, T. Gehrels |
| 118061 - | 4249 T-2            | 29 septembrie 1973 | Palomar            | C. J. van Houten, I. van Houten-Groeneveld, T. Gehrels |
| 118062 - | 4256 T-2            | 29 septembrie 1973 | Palomar            | C. J. van Houten, I. van Houten-Groeneveld, T. Gehrels |
| 118063 - | 4259 T-2            | 29 septembrie 1973 | Palomar            | C. J. van Houten, I. van Houten-Groeneveld, T. Gehrels |
| 118064 - | 4292 T-2            | 29 septembrie 1973 | Palomar            | C. J. van Houten, I. van Houten-Groeneveld, T. Gehrels |
| 118065 - | 4302 T-2            | 29 septembrie 1973 | Palomar            | C. J. van Houten, I. van Houten-Groeneveld, T. Gehrels |
| 118066 - | 4317 T-2            | 29 septembrie 1973 | Palomar            | C. J. van Houten, I. van Houten-Groeneveld, T. Gehrels |
| 118067 - | 4648 T-2            | 30 septembrie 1973 | Palomar            | C. J. van Houten, I. van Houten-Groeneveld, T. Gehrels |
| 118068 - | 5011 T-2            | 25 septembrie 1973 | Palomar            | C. J. van Houten, I. van Houten-Groeneveld, T. Gehrels |
| 118069 - | 5022 T-2            | 25 septembrie 1973 | Palomar            | C. J. van Houten, I. van Houten-Groeneveld, T. Gehrels |
| 118070 - | 5060 T-2            | 25 septembrie 1973 | Palomar            | C. J. van Houten, I. van Houten-Groeneveld, T. Gehrels |
| 118071 - | 5062 T-2            | 25 septembrie 1973 | Palomar            | C. J. van Houten, I. van Houten-Groeneveld, T. Gehrels |
| 118072 - | 5076 T-2            | 25 septembrie 1973 | Palomar            | C. J. van Houten, I. van Houten-Groeneveld, T. Gehrels |
| 118073 - | 5077 T-2            | 25 septembrie 1973 | Palomar            | C. J. van Houten, I. van Houten-Groeneveld, T. Gehrels |
| 118074 - | 5078 T-2            | 25 septembrie 1973 | Palomar            | C. J. van Houten, I. van Houten-Groeneveld, T. Gehrels |
| 118075 - | 5082 T-2            | 25 septembrie 1973 | Palomar            | C. J. van Houten, I. van Houten-Groeneveld, T. Gehrels |
| 118076 - | 5100 T-2            | 25 septembrie 1973 | Palomar            | C. J. van Houten, I. van Houten-Groeneveld, T. Gehrels |
| 118077 - | 5165 T-2            | 25 septembrie 1973 | Palomar            | C. J. van Houten, I. van Houten-Groeneveld, T. Gehrels |
| 118078 - | 5174 T-2            | 25 septembrie 1973 | Palomar            | C. J. van Houten, I. van Houten-Groeneveld, T. Gehrels |
| 118079 - | 5189 T-2            | 25 septembrie 1973 | Palomar            | C. J. van Houten, I. van Houten-Groeneveld, T. Gehrels |
| 118080 - | 5197 T-2            | 25 septembrie 1973 | Palomar            | C. J. van Houten, I. van Houten-Groeneveld, T. Gehrels |
| 118081 - | 5206 T-2            | 25 septembrie 1973 | Palomar            | C. J. van Houten, I. van Houten-Groeneveld, T. Gehrels |
| 118082 - | 5207 T-2            | 25 septembrie 1973 | Palomar            | C. J. van Houten, I. van Houten-Groeneveld, T. Gehrels |
| 118083 - | 5215 T-2            | 25 septembrie 1973 | Palomar            | C. J. van Houten, I. van Houten-Groeneveld, T. Gehrels |
| 118084 - | 5340 T-2            | 25 septembrie 1973 | Palomar            | C. J. van Houten, I. van Houten-Groeneveld, T. Gehrels |
| 118085 - | 1019 T-3            | 17 octombrie 1977  | Palomar            | C. J. van Houten, I. van Houten-Groeneveld, T. Gehrels |
| 118086 - | 1037 T-3            | 17 octombrie 1977  | Palomar            | C. J. van Houten, I. van Houten-Groeneveld, T. Gehrels |
| 118087 - | 1043 T-3            | 17 octombrie 1977  | Palomar            | C. J. van Houten, I. van Houten-Groeneveld, T. Gehrels |
| 118088 - | 1090 T-3            | 17 octombrie 1977  | Palomar            | C. J. van Houten, I. van Houten-Groeneveld, T. Gehrels |
| 118089 - | 1093 T-3            | 17 octombrie 1977  | Palomar            | C. J. van Houten, I. van Houten-Groeneveld, T. Gehrels |
| 118090 - | 1105 T-3            | 17 octombrie 1977  | Palomar            | C. J. van Houten, I. van Houten-Groeneveld, T. Gehrels |
| 118091 - | 1124 T-3            | 17 octombrie 1977  | Palomar            | C. J. van Houten, I. van Houten-Groeneveld, T. Gehrels |
| 118092 - | 1150 T-3            | 17 octombrie 1977  | Palomar            | C. J. van Houten, I. van Houten-Groeneveld, T. Gehrels |
| 118093 - | 1163 T-3            | 17 octombrie 1977  | Palomar            | C. J. van Houten, I. van Houten-Groeneveld, T. Gehrels |
| 118094 - | 1852 T-3            | 17 octombrie 1977  | Palomar            | C. J. van Houten, I. van Houten-Groeneveld, T. Gehrels |
| 118095 - | 2007 T-3            | 16 octombrie 1977  | Palomar            | C. J. van Houten, I. van Houten-Groeneveld, T. Gehrels |
| 118096 - | 2125 T-3            | 16 octombrie 1977  | Palomar            | C. J. van Houten, I. van Houten-Groeneveld, T. Gehrels |
| 118097 - | 2148 T-3            | 16 octombrie 1977  | Palomar            | C. J. van Houten, I. van Houten-Groeneveld, T. Gehrels |
| 118098 - | 2171 T-3            | 16 octombrie 1977  | Palomar            | C. J. van Houten, I. van Houten-Groeneveld, T. Gehrels |
| 118099 - | 2210 T-3            | 16 octombrie 1977  | Palomar            | C. J. van Houten, I. van Houten-Groeneveld, T. Gehrels |
| 118100 - | 2224 T-3            | 16 octombrie 1977  | Palomar            | C. J. van Houten, I. van Houten-Groeneveld, T. Gehrels |